# Unione Sportiva Asti Sezione Calcio 1942-1943
Questa voce raccoglie le informazioni riguardanti l'Unione Sportiva Asti Sezione Calcio nelle competizioni ufficiali della stagione 1942-1943.

## Rosa
| N. |                   | Ruolo | Calciatore         |
| -- | ----------------- | ----- | ------------------ |
|    | Italia (bandiera) | D     | Angelo Ambrosio    |
|    | Italia (bandiera) | P     | Secondo Caretta    |
|    | Italia (bandiera) | A     | R. Cavagnero       |
|    | Italia (bandiera) | D     | Alessandro Fantino |
|    | Italia (bandiera) | A     | A. Fiammengo       |
|    | Italia (bandiera) | A     | Amilcare Giuliani  |
|    | Italia (bandiera) | A     | M. Iviglia         |
|    | Italia (bandiera) | A     | Remo Maggiora      |
|    | Italia (bandiera) | A     | Emilio Merello     |
|    | Italia (bandiera) | C     | Carlo Migliaccio   |

| N. |                   | Ruolo | Calciatore         |
| -- | ----------------- | ----- | ------------------ |
|    | Italia (bandiera) | C     | G. Minardi         |
|    | Italia (bandiera) | P     | G. Mornese         |
|    | Italia (bandiera) | A     | Giovanni Parissone |
|    | Italia (bandiera) | A     | Aventino Pavese    |
|    | Italia (bandiera) | C     | A. Pini            |
|    | Italia (bandiera) | C     | Bonifiglio Rasetti |
|    | Italia (bandiera) | C     | Guido Savio        |
|    | Italia (bandiera) | A     | Antonio Spatuzzi   |
|    | Italia (bandiera) | P     | M. Tavella         |
|    | Italia (bandiera) | D     | L. Villa           |